# Киселёв, Юрий Владимирович
Ю́рий Влади́мирович Киселёв (род. 21 декабря 1997, Санкт-Петербург, Россия), ранее известный под сценическим псевдонимом Ю́рКисс — российский поп-исполнитель.

## Биография
Юрий Киселёв родился 21 декабря 1997 года в Санкт-Петербурге в семье российского музыканта и бизнесмена Владимира Владимировича Киселёва и телеведущей Елены Север.
Карьеру начал в 2012 году, дебютировав с песней «Звон», на которую был снят клип. В 2013 году ЮрКисс принимал участие в Международном музыкальном фестивале «Белые ночи Санкт-Петербурга» (организатором и руководителем фестиваля является отец ЮрКисса — Владимир Киселёв) в котором также участвовали и другие проекты патронируемые В. В. Киселёвым, как: «Земляне», «Русские» и «Бойкот». В этом же году ЮрКисс выступил в роли ведущего фестиваля вместе со своей матерью Еленой Север, Юлей Ковальчук и Дмитрием Шепелевым.
Спустя некоторое время была записана песня «Армани» на которую позже был снят клип, а в феврале 2015 года певец представил песню «Арбат». Следующей песней стала совместная работа со Стефанией Маликовой — «Не торопитесь нас женить», в 2015 году за эту песню исполнители стали лауреатами премии «Золотой граммофон», что вызвало явное недоумение и негодование в среде музыкальной общественности и журналистов.
В марте 2017 года в клубе «Royal Arbat» состоялась презентация клипа на песню «Маргарита» (чарты Ello.tv — 5 место, RU.TV — 11 место). В мае 2017 года представил клип на песню «Едем в Крым» (чарт RU.TV — 12 место), записанный совместно со своим братом ВладиМиром, за которую их признали лауреатами второй всероссийской премии MuzPlay в номинации «Лучший дуэт». Также песня попала в номинацию премии RU.TV («лучший клип, снятый в Крыму»).
Летом 2018 года принимал участие в фестивале «Белые ночи Санкт-Петербурга», где исполнил песни «Пьяная луна», «Лишь она», «Кто ты такая» и совместный трек с ВладиМиром «Едем в Крым».
В январе 2019 года выступил на фестивале «Russian Music Festival» в Абу-Даби, где исполнил песни «Кто ты такая» и «Лишь она».
Летом 2019 года выпустил песню «Будь смелей» в дуэте с Люсей Чеботиной.
7 декабря 2019 года в Москве в клубе GIPSY прошел первый сольный концерт ЮрКисса.
12 февраля 2021 года был награждён медалью ордена «За заслуги перед Отечеством» II степени по указу Президента России Владимира Путина «за большой вклад в развитие отечественной культуры и многолетнюю плодотворную деятельность». На следующий день в Instagram Юркисс сообщил, что был награждён за концерты в Донбассе, Крыму, Сирии и восстановление православных храмов, хотя никакой реальной подтверждающей информации его выступлений в Донбассе, Крыму, и Сирии, на тот момент времени не было обнаружено.
В декабре 2023 года Киселёв объявил о завершении музыкальной карьеры. В феврале 2024 года вернулся на сцену под настоящим именем, отказавшись от использования псевдонима, и ознаменовал этим новый этап в своём творчестве. 29 февраля был представлен новый трек «Зимой».

## Общественная деятельность
Неоднократно выступал на концертах в поддержку Владимира Путина и в поддержку аннексии Крыма. В 2022 году поддержал нападение России на Украину. 12 июня 2022 года выступил на концерте в честь дня России в оккупированном российскими войсками Херсоне.
7 января 2023 года внесён в санкционный список Украины за участие в концертах в поддержку войны России против Украины, оправдывание действий России и «активную поддержку агрессивной политики путинского режима».

## Награды и номинации
- медаль ордена «За заслуги перед Отечеством» II степени (2021) — за большой вклад в развитие отечественной культуры и многолетнюю плодотворную деятельность[34][35].

| Год  | Премия            | Номинация                   | Результат | Примечания |
| ---- | ----------------- | --------------------------- | --------- | ---------- |
| 2015 | Золотой граммофон | Статуэтка премии            | Победа    | [ 7 ]      |
| 2017 | Премия RU.TV      | Лучший клип, снятый в Крыму | Номинация | [ 36 ]     |
| 2017 | MuzPlay           | Лучший дуэт                 | Победа    | [ 37 ]     |

## Критика
Братья ЮрКисс и ВладиМир — сыновья бизнесмена Владимира Киселёва, Елена Север — жена Владимира Киселёва, а также другие личные продюсерские проекты Киселёва (его собственные новые версии, образованные с использованием названий известных групп «Санкт-Петербург — 2», «Земляне — 2», «Русские — 2»), появились в эфирном пространстве радио и телевидения медиахолдинга «Русская медиагруппа» («Русского Радио», «RU.TV», «Муз ТВ») после того, как в 2015 году Владимир Киселёв инициировал конфликт акционеров, за которым последовало отстранение генерального директора компании. Особенностью 20-летия премии «Золотой граммофон» в 2015 году было игнорирование мероприятия некоторыми артистами (такими как Григорий Лепс) и раздача призовых статуэток проектам Киселёва: ЮрКиссу, группам «Земляне — 2», «Русские» и «Бойкот», что вызвало недоумение и негодование в среде музыкальной общественности и журналистов.

### Обвинения в плагиате
После выхода песен «Пьяная Луна» и «Лишь она» ЮрКисса заподозрили и уличили в плагиате, поскольку песня «Пьяная Луна» схожа по звучанию с песней Матранга — «Медуза», а песня «Лишь она» схожа по звучанию с песней «Lie To Me» певца Миколаса Йозефа, который представлял Чехию на Евровидении-2018.

## Дискография

### Cинглы
| Год  | Название                       | Чарт TopHit              | Чарт TopHit    | Чарт TopHit      | Примечания     |
| Год  | Название                       | Top Radio & YouTube Hits | Top Radio Hits | Top YouTube Hits | Примечания     |
| ---- | ------------------------------ | ------------------------ | -------------- | ---------------- | -------------- |
| 2014 | «Звон»                         | —                        | —              | —                | цифровой сингл |
| 2015 | «Армани»                       | —                        | —              | —                | цифровой сингл |
| 2015 | «Арбат»                        |                          |                |                  | цифровой сингл |
| 2015 | «Не торопитесь нас женить»     |                          |                |                  | цифровой сингл |
| 2017 | «Маргарита»                    | 84                       | 66             | —                | цифровой сингл |
| 2017 | «Едем в Крым»                  | 135                      | 108            | —                | цифровой сингл |
| 2018 | «Пьяная луна»                  | 630                      | 513            | —                | цифровой сингл |
| 2018 | «Лишь она»                     |                          |                |                  | цифровой сингл |
| 2018 | «Кто ты такая»                 |                          |                |                  | цифровой сингл |
| 2019 | «Будь смелей» (с Л. Чеботиной) |                          |                |                  | цифровой сингл |
| 2019 | «Пожар»                        |                          |                |                  |                |
| 2019 | «Всё не то» (с Л. Чеботиной)   |                          |                |                  | цифровой сингл |
| 2020 | «Будем вместе» (с ВладиМир)    |                          |                |                  | цифровой сингл |
| 2021 | «Небо для нас двоих»           |                          |                |                  |                |
| 2021 | «Тысяча мнений»                |                          |                |                  |                |
| 2021 | «Бабки есть»                   |                          |                |                  | цифровой сингл |